# UCI Àfrica Tour 2017
L'UCI Àfrica Tour 2017 és la tretzena edició de l'UCI Àfrica Tour, un dels cinc circuits continentals de ciclisme de la Unió Ciclista Internacional. Està format per una vintena de proves, organitzades del 28 d'octubre de 2016 al 29 de setembre de 2017 a l'Àfrica.

## Evolució del calendari

### Octubre 2016
| Data | Cursa        | País         | Cat. | Vencedor        | Equip                          |
| ---- | ------------ | ------------ | ---- | --------------- | ------------------------------ |
| 28-6 | Tour de Faso | Burkina Faso | 2.1  | Harouna Ilboudo | Equip nacional de Burkina Faso |

### Novembre 2016
| Data  | Cursa          | País   | Cat. | Vencedor          | Equip                      |
| ----- | -------------- | ------ | ---- | ----------------- | -------------------------- |
| 13-20 | Tour de Ruanda | Ruanda | 2.2  | Valens Ndayisenga | Dimension Data for Qhubeka |

### Febrer
| Data | Cursa                                                 | País   | Cat. | Vencedor           | Equip                        |
| ---- | ----------------------------------------------------- | ------ | ---- | ------------------ | ---------------------------- |
| 3    | Challenge de la Marxa Verda-Gran Premi Sakia El Hamra | Marroc | 1.2  | Ahmed Galdoune     | Delio Gallina                |
| 5    | Challenge de la Marxa Verda-Gran Premi Oued Eddahab   | Marroc | 1.2  | Ivan Balikin       | Torku Şekerspor              |
| 6    | Challenge de la Marxa Verda-Gran Premi Al Massira     | Marroc | 1.2  | Ahmet Örken        | Torku Şekerspor              |
| 9    | Challenge del Príncep-Trofeu del Príncep              | Marroc | 1.2  | Thomas Vaubourzeix | Nice Cycling Team            |
| 11   | Challenge del Príncep-Trofeu de l'Aniversari          | Marroc | 1.2  | Umberto Marengo    | Delio Gallina                |
| 12   | Challenge del Príncep-Trofeu de la Casa Reial         | Marroc | 1.2  | Ahmed Galdoune     | Delio Gallina                |
| 16   | Campionats d'Àfrica de ciclisme - contrarellotge      | Egipte | CC   | Meron Teshome      | Equip nacional d'Eritrea     |
| 19   | Campionats d'Àfrica de ciclisme - cursa en ruta       | Egipte | CC   | Willie Smit        | Equip nacional de Sud-àfrica |
| 27-5 | Tropicale Amissa Bongo                                | Gabon  | 2.1  | Yohann Gène        | Direct Énergie               |

### Març
| Data  | Cursa            | País    | Cat. | Vencedor         | Equip    |
| ----- | ---------------- | ------- | ---- | ---------------- | -------- |
| 10-18 | Tour del Camerun | Camerun | 2.2  | Nikodemus Holler | Bike Aid |

### Abril
| Data  | Cursa                  | País    | Cat. | Vencedor           | Equip                     |
| ----- | ---------------------- | ------- | ---- | ------------------ | ------------------------- |
| 7-16  | Volta al Marroc        | Marroc  | 2.2  | Anass Aït El Abdia | Equip nacional del Marroc |
| 15    | Fenkel Northern Redsea | Eritrea | 1.2  | Pierpaolo Ficara   | Amore & Vita-Selle SMP    |
| 16    | Massawa Circuit        | Eritrea | 1.2  | Simon Musie        |                           |
| 18-22 | Tour d'Eritrea         | Eritrea | 2.2  | Zemenfes Solomon   |                           |
| 22-29 | Tour del Senegal       | Senegal | 2.2  | Islam Mansouri     | Velo Club Sovac           |
| 23    | Circuit d'Asmara       | Eritrea | 1.2  | Michael Habtom     |                           |

### Maig
| Data  | Cursa           | País    | Cat. | Vencedor        | Equip      |
| ----- | --------------- | ------- | ---- | --------------- | ---------- |
| 10-14 | Volta a Tunísia | Tunísia | 2.2  | Matthias Legley | Naturablue |

### Agost
| Data | Cursa             | País    | Cat. | Vencedor    | Equip                        |
| ---- | ----------------- | ------- | ---- | ----------- | ---------------------------- |
| 28-2 | Tour Meles Zenawi | Etiòpia | 2.2  | Willie Smit | Equip nacional de Sud-àfrica |

### Setembre
| Data  | Cursa                    | País          | Cat. | Vencedor      | Equip               |
| ----- | ------------------------ | ------------- | ---- | ------------- | ------------------- |
| 10-16 | Tour de la Costa d'Ivori | Costa d'Ivori | 2.2  | Dieter Bouvry | Selecció de Flandes |

### Octubre
| Data  | Cursa                   | País    | Cat. | Vencedor       | Equip         |
| ----- | ----------------------- | ------- | ---- | -------------- | ------------- |
| 12-15 | Gran Premi Chantal Biya | Camerun | 2.1  | Clovis Kamzong | SNH Velo Club |

### Proves anul·lades
| Data     | Cursa                     | País       | Cat. | Motiu |
| -------- | ------------------------- | ---------- | ---- | ----- |
| 21 gener | KZN Summer Series Race I  | Sud-àfrica | 1.2  |       |
| 22 gener | KZN Summer Series Race II | Sud-àfrica | 1.2  |       |

## Classificacions
- Font: Classificacions finals

| #   | Ciclista                  | Equip                    | Pts. |
| --- | ------------------------- | ------------------------ | ---- |
| 1.  | Willie Smit (RSA)         | -                        | 353  |
| 2.  | Meron Abraham* (ERI)      | -                        | 344  |
| 3.  | Ahmed Galdoune* (MAR)     | -                        | 383  |
| 4.  | Meron Teshome (ERI)       | Bike Aid                 | 347  |
| 5.  | Valens Ndayisenga (RWA)   | Tirol Cycling Team       | 178  |
| 6.  | Zemenfes Solomon* (ERI)   | -                        | 175  |
| 7.  | Tesfom Okubamariam (ERI)  | Interpro Cycling Academy | 160  |
| 8.  | Ali Nouisri (TUN)         | -                        | 154  |
| 9.  | Salaheddine Mraouni (MAR) | Kuwait-Cartucho.es       | 149  |
| 10. | Awet Habtom* (ERI)        | Bike Aid                 | 148  |

| #   | Ciclista                   | País       | Pts. |
| --- | -------------------------- | ---------- | ---- |
| 1.  | Bike Aid                   | Alemanya   | 590  |
| 2.  | Dimension Data for Qhubeka | Sud-àfrica | 370  |
| 3.  | Torku Şekerspor            | Turquia    | 196  |
| 4.  | Vib Bikes                  | Bahrain    | 192  |
| 5.  | Direct Energie             | França     | 190  |
| 6.  | Tirol Cycling Team         | Àustria    | 178  |
| 7.  | Start Vaxes Cycling Team   | Bolívia    | 176  |
| 8.  | Velo Club Sovac            | Algèria    | 171  |
| 9.  | Interpro Cycling Academy   | Japó       | 160  |
| 10. | Kuwait-Cartucho.es         | Kuwait     | 149  |

| #   | País         | Pts.   |
| --- | ------------ | ------ |
| 1.  | Eritrea      | 1683   |
| 2.  | Sud-àfrica   | 1239   |
| 3.  | Marroc       | 1041,5 |
| 4.  | Ruanda       | 671    |
| 5.  | Algèria      | 574    |
| 6.  | Tunísia      | 448    |
| 7.  | Etiòpia      | 291    |
| 8.  | Burkina Faso | 204    |
| 9.  | Namíbia      | 143    |
| 10. | Maurici      | 108    |

| #   | País (Sub-23) | Pts. |
| --- | ------------- | ---- |
| 1.  | Eritrea       | 905  |
| 2.  | Marroc        | 545  |
| 3.  | Ruanda        | 292  |
| 4.  | Sud-àfrica    | 183  |
| 5.  | Algèria       | 181  |
| 6.  | Tunísia       | 102  |
| 7.  | Etiòpia       | 65   |
| 8.  | Maurici       | 60   |
| 9.  | Namíbia       | 27   |
| 10. | Costa d'Ivori | 10   |